# Джей Бразо
Джей Бразо (англ. Jay Brazeau) — канадський актор, відомий за роллю Сема Фішера в телесеріалі «Холодний загін», Гарлана в «Зоряній брамі SG-1» (1998, 2001) та озвученням дядька Квіглі в мультсеріалі «Сабріна». Він також відомий своєю роллю Боббі у фільмі «Подвійна небезпека» (1999), рефері в серії фільмів «Король повітря» (1997—2003) і роллю у фільмі «Ми не ангели» (1989).

## Кар'єра
У 1992 році він з'явився в епізоді «Вуличного правосуддя» та двох епізодах першого сезону «Горця». У 1998 році він зіграв Гарлана в першому сезоні «Зоряній брамі SG-1» і того ж персонажа в наступному епізоді в 2001 році. Він також зіграв Лорда-захисника у 2-му сезоні, епізоді 15 «Зоряних брам: Атлантида». У жовтні 2009 року він з'явився в ролі «Людини в кріслі» в постановці Національного центру мистецтв The Drowsy Chaperone в Оттаві. У 2009 році він зіграв роль у кількох сценах, доданих до Ultimate Cut версії Хранителів. Він часто знімався з Доном С. Девісом.
Бразо озвучив дядька Квіглі в мультсеріалі «Сабріна», містера Претті в «Близнюках Крамп» і Ставроса Гаркоса в «Ураганах». Серед його озвучень також два анімаційних короткометражних фільми Національної кіноради Канади, створені у Вінніпезі, «Отримати роботу» та «La Salla».
Він зіграв Едну Тернблад у постановці «Лак для волосся» в сезоні 2010/2011. Бразо орієнтувався у своїй ролі на свою матір та сусіда з дитинства на прізвисько Товстий Кей.

## Особисте життя
12 травня 2011 року Бразо переніс легкий інсульт, коли 30 хвилин змінював костюми за лаштунками під час репетиції Лаку для волосся. Під час його відсутності його роль виконував Енді Тот. Бразо пропустив 36 виступів, перш ніж повністю одужав та повернутися до ігри.

## Фільмографія

### Фільми
| Рік  | Фільм                                                                             | Роль                   | Примітки               |
| ---- | --------------------------------------------------------------------------------- | ---------------------- | ---------------------- |
| 1975 | The Melting Pot                                                                   | генерал Слем           |                        |
| 1987 | Зустрічний вогонь // Backfire                                                     | Джуніор                |                        |
| 1989 | Ми не янголи // We're No Angels                                                   | шериф                  |                        |
| 1990 | Короткий час // Short Time                                                        | коп                    |                        |
| 1990 | Дисбат // Cadence                                                                 | містер Віто            |                        |
| 1990 | The Comic Book Christmas Caper                                                    | голос                  |                        |
| 1991 | Showdown at Williams Creek                                                        | Pig Man                |                        |
| 1991 | The Grocer's Wife                                                                 | барбер                 |                        |
| 1991 | Cafe Romeo                                                                        | декан                  |                        |
| 1992 | На північ від Пітсбурга // North of Pittsburgh                                    | Леон                   |                        |
| 1993 | Круті віражі // Cool Runnings                                                     | Кройчзеч               |                        |
| 1994 | Перехрестя // Intersection                                                        | бізнесмен              |                        |
| 1994 | Андре // Andre                                                                    | Гріфф Армстронг        |                        |
| 1994 | Маленькі жінки // Little Women                                                    | Дешвуд                 |                        |
| 1995 | Dream Man                                                                         | сержант Ейб Формен     | Direct-to-video        |
| 1995 | Слем-данк Ернеста // Slam Dunk Ernest                                             | містер Замієль Молох   | Direct-to-video        |
| 1995 | Urban Safari                                                                      | Карл Джонсон           |                        |
| 1995 | Live Bait                                                                         | дядько Дон             |                        |
| 1995 | Malicious                                                                         | Orderly                |                        |
| 1995 | Золотошукачі: Таємниця Ведмежої гори // Gold Diggers: The Secret of Bear Mountain | Еверетт Грем           |                        |
| 1996 | Поцілунок // Kissed                                                               | містер Воллс           |                        |
| 1997 | Dazzle the Dinosaur                                                               | Кетцакоатль            | Voice; direct-to-video |
| 1997 | Воїни доброчесності // Warriors of Virtue                                         | Віллі Біст             | голос                  |
| 1997 | Король повітря // Air Bud                                                         | рефері 1               |                        |
| 1997 | Masterminds                                                                       | Еліот                  |                        |
| 1997 | Kitchen Party                                                                     | Фред                   |                        |
| 1998 | The Animated Adventures of Tom Sawyer                                             | Мафф Поттер            | Voice; direct-to-video |
| 1998 | Непристойна поведінка // Disturbing Behavior                                      | директор Візерс        |                        |
| 1998 | Hoods                                                                             | Джонні                 |                        |
| 1998 | Король повітря: Золота ліга // Air Bud: Golden Receiver                           | Official               |                        |
| 1999 | Краще, ніж шоколад // Better Than Chocolate                                       | містер Маркус          |                        |
| 1999 | Турбулентність 2: Страх польоту // Turbulence 2: Fear of Flying                   | Гарольд                |                        |
| 1999 | Сніг падає на кедри // Snow Falling on Cedars                                     | репортер               |                        |
| 1999 | Подвійний прорахунок // Double Jeopardy                                           | Боббі                  |                        |
| 1999 | Noroc                                                                             | Чарлі                  |                        |
| 2000 | Шайбу! Шайбу! // MVP: Most Valuable Primate                                       | Гаррі                  |                        |
| 2000 | Підозріла річка // Suspicious River                                               | чоловік з чемоданом    |                        |
| 2000 | Переможці шоу // Best in Show                                                     | доктор Чак Нелкен      |                        |
| 2000 | Як убити сусідського собаку // How to Kill Your Neighbor's Dog                    | проктолог              |                        |
| 2000 | Middlemen                                                                         | Трескотт               |                        |
| 2000 | Король повітря: Ліга чемпіонів // Air Bud: World Pup                              | рефері #1              | Direct-to-video        |
| 2001 | Голова обертом // Head over Heels                                                 | Halloran / Strukov     |                        |
| 2001 | Останнє весілля // Last Wedding                                                   | Noah's father          |                        |
| 2001 | The Shipment                                                                      | Марті                  |                        |
| 2001 | Кевін з Півночі // Kevin of the North                                             | містер Ріскінд         |                        |
| 2002 | Снігові пси // Snow Dogs                                                          | Race Official #2       |                        |
| 2002 | Король повітря: Сьома подача // Air Bud: Seventh Inning Fetch                     | професор Сайлс         |                        |
| 2002 | К-9: Приватні детективи // K-9: P.I.                                              | доктор Тіллі           |                        |
| 2002 | Безсоння // Insomnia                                                              | Френсіс                |                        |
| 2002 | Вони // They                                                                      | доктор Бут             |                        |
| 2002 | Ошуканці // Cheats                                                                | доктор Фокс            |                        |
| 2003 | Не для дівчат // A Guy Thing                                                      | Говард                 |                        |
| 2003 | Дім мерців // House of the Dead                                                   | капітан                |                        |
| 2003 | Найкращий друг шпигуна // Spymate                                                 | Ringmaster             |                        |
| 2003 | Spook                                                                             | The Big Boss           |                        |
| 2003 | Moving Malcolm                                                                    | Джордж Максвелл        |                        |
| 2004 | Вищий бал // The Perfect Score                                                    | тест-інструктор        |                        |
| 2004 | The Truth About Miranda                                                           | містер Меркін          |                        |
| 2004 | На відстані кохання // Going the Distance                                         | Store Clerk            |                        |
| 2007 | The Sandlot: Heading Home                                                         | доктор Пракер          | Direct-to-video        |
| 2007 | Taming Tammy                                                                      | Боб                    |                        |
| 2007 | Bratz: Super Babyz                                                                | Спуд                   | голос                  |
| 2007 | Секрет // The Secret                                                              | Дуг Салліван           |                        |
| 2008 | Блондинка і блондинка // Blonde and Blonder                                       | Луї Рамолі             |                        |
| 2008 | Edison and Leo                                                                    | капітан Самуель Едісон | голос                  |
| 2008 | Фар Край // Far Cry                                                               | Ральф                  |                        |
| 2008 | Bratz Babyz Save Christmas                                                        | Ральф                  | голос; direct-to-video |
| 2008 | Різдвяний котедж Томаса Кінкейда // Thomas Kinkade's Christmas Cottage            | містер Роза            |                        |
| 2009 | Ratko: The Dictator's Son                                                         | професор Груббшпек     |                        |
| 2009 | Hulk Vs.                                                                          | Вольстаґґ Дебелий      | Direct-to-video        |
| 2009 | Хранителі // Watchmen                                                             | газетник               |                        |
| 2009 | Особисті речі Personal Effects                                                    | Мартін                 |                        |
| 2009 | Доктор Дуліттл: Дворчаки на мільйон доларів // Dr. Dolittle: Million Dollar Mutts | містер Дін             | Direct-to-video        |
| 2010 | Без зброї // Gunless                                                              | доктор Ангус Шіффрон   |                        |
| 2010 | Fathers & Sons                                                                    | Антон                  |                        |
| 2010 | Bratz: Pampered Petz                                                              | містер Груніон         | голос; direct-to-video |
| 2010 | Guido Superstar: The Rise of Guido                                                | Февер                  |                        |
| 2011 | Сестри і брати // Sisters & Brothers                                              | Рінго                  |                        |
| 2012 | Скринька прокляття // The Possession                                              | порофесор Макманніс    |                        |
| 2012 | Санта Лапус 2: Санта Лапики // Santa Paws 2: The Santa Pups                       | суддя                  |                        |
| 2013 | Sex After Kids                                                                    | Гортон                 |                        |
| 2013 | П′ятірка супергероїв // Super Buddies                                             | містер Свенсон         | Direct-to-video        |
| 2013 | Роги // Horns                                                                     | Father Mould           |                        |
| 2013 | Down River                                                                        | Ларрі                  |                        |
| 2013 | Це забійне почуття // That Burning Feeling                                        | доктор Фішбаум         |                        |
| 2014 | Крок уперед 5: Усе або нічого // Step Up: All In                                  | містер Макговен        |                        |
| 2014 | Барбі і таємні двері // Barbie and the Secret Door                                | містер Прімроуз        | голос                  |
| 2014 | Bad City                                                                          | мер Вільгельм Дуглас   |                        |
| 2015 | Едвард // Eadweard                                                                | MC                     |                        |
| 2017 | Хатина // The Shack                                                               | Тоні                   |                        |
| 2019 | Ноель // Noelle                                                                   | Санта                  |                        |

### Телебачення
| Рік        | Назва                                                                                    | Роль                                 | Примітки                                  |
| ---------- | ---------------------------------------------------------------------------------------- | ------------------------------------ | ----------------------------------------- |
| 1982       | The Minikins                                                                             | Бейкер                               | 2 серії                                   |
| 1985       | Brotherly Love                                                                           | доктор Голліс                        | телефільм                                 |
| 1986       | The Magical World of Disney                                                              | зоонаглядач                          | серія: «Hero in the Family»               |
| 1987       | Trying Times                                                                             | інструктор водіння                   | серія: «Drive, She Said»                  |
| 1987–1990  | Джамп-стріт, 21 // 21 Jump Street                                                        | різні ролі                           | 8 серій                                   |
| 1988       | The Red Spider                                                                           | Епштейн                              | телефільм                                 |
| 1988, 1990 | Макгайвер // MacGyver                                                                    | Замора / полковник Фелпс             | 2 серії                                   |
| 1988–1990  | Розумник // Wiseguy                                                                      | Sig Rosen / Ovitz / Gino             | 3 серії                                   |
| 1989       | Unsub                                                                                    | детектив Бернс                       | серія: «And They Swam Right Over the Dam» |
| 1989–1990  | Booker                                                                                   | сержант Кейт Реддінг                 | 4 серії                                   |
| 1990       | Небезпечна бухта //Danger Bay                                                            | Клінтон Мак                          | серія: «Live Wires»                       |
| 1990       | Воно // It                                                                               | Derry Cab Driver                     | серія: «Part 2»                           |
| 1990       | Прикордонне містечко // Bordertown                                                       | суддя Ерік Мюллер                    | серія: «A Question of Negligence»         |
| 1990       | Mom P.I.                                                                                 | Кен                                  | серія: «Spinal Trap»                      |
| 1990–1994  | Neon Rider                                                                               | Murray Walsh / Alonzo / Teddy        | 3 серії                                   |
| 1991       | Кривава ріка // Blood River                                                              | Готчнер                              | телефільм                                 |
| 1991       | Бакі О'Гейр і Жабині війни! // Bucky O'Hare and the Toad Wars                            | Жаба Маршалл                         | 13 серій                                  |
| 1991       | The Commish                                                                              | Аарон Гойл                           | серія: «The Commissioner's Ball»          |
| 1991–1992  | Капітан Зед і Зона Зі // Captain Zed and the Zee Zone                                    | Снорт                                | 26 серій                                  |
| 1992       | Спіймати вбивцю // To Catch a Killer                                                     | Джек Міллер                          | телефільм                                 |
| 1992       | Lost in the Barrens II: The Curse of the Viking Grave                                    | Big Nose                             | телефільм                                 |
| 1992       | The Comrades of Summer                                                                   | Том                                  | телефільм                                 |
| 1992       | The Heights                                                                              | Раббі Клейн                          | серія: «What Does It Take?»               |
| 1992       | Горець // Highlander: The Series                                                         | комісіоенр Комінскі                  | 2 серії                                   |
| 1993       | The Diviners                                                                             | Гас                                  | телефільм                                 |
| 1993       | Without a Kiss Goodbye                                                                   | доктор Спунер                        | телефільм                                 |
| 1993       | Born Too Soon                                                                            | доктор Вольф                         | телефільм                                 |
| 1993       | For the Love of My Child: The Anissa Ayala Story                                         | доктор Шапіро                        | телефільм                                 |
| 1993       | уличне правосуддя // Street Justice                                                      | шериф Енді                           | серія: «My Brother's Keeper»              |
| 1993       | Кобра // Cobra                                                                           | шериф Енді Джакс                     | серія: «Honeymoon Hideaway»               |
| 1993–1996  | Пригоди їжака Соніка // Adventures of Sonic the Hedgehog                                 | Spelunk / Santa Claus / різні голоси | 65 серій                                  |
| 1993–1994  | Медлін // Madeline                                                                       | озвучка                              | 20 серії                                  |
| 1994       | Tears and Laughter: The Joan and Melissa Rivers Story                                    | Шрінк                                | телефільм                                 |
| 1994       | Щоденник Евелін Лау // The Diary of Evelyn Lau                                           | доктор Гайтавер                      | телефільм                                 |
| 1994       | Party of Five                                                                            | власник ломбарду                     | серія: «Pilot»                            |
| 1994       | Lonesome Dove: The Series                                                                | містер Кобб                          | 2 серії                                   |
| 1994       | МегаМен // Mega Man                                                                      | Юджин Пейстер                        | серія: «20,000 Leaks Under the Sea»       |
| 1994       | Цілком таємно // The X-Files                                                             | доктор Дейлі / професор Варнес       | серії: «Lazarus»; «One Breath»            |
| 1994       | Одіссея // The Odyssey                                                                   | Сі                                   | 5 серій                                   |
| 1994–1995  | Урагани // Hurricanes                                                                    | Ставрос Гаркос                       | 7 серій                                   |
| 1995       | Вир світів // Sliders                                                                    | полковник КДБ                        | серія: «Pilot»                            |
| 1995       | Johnny's Girl                                                                            | Тоні Гозарт                          | телефільм                                 |
| 1995       | The Ranger, the Cook and a Hole in the Sky                                               | Док Рілі                             | телефільм                                 |
| 1995       | Маршал // The Marshal                                                                    | суддя Шлосенбергер                   | серія: «The New Marshal»                  |
| 1995       | A Dream Is a Wish Your Heart Makes: The Annette Funicello Story                          | дядько Піт                           | телефільм                                 |
| 1995       | The New Adventures of Madeline                                                           | озвучка                              | 13 серій                                  |
| 1995       | Bye Bye Birdie                                                                           | мер                                  | телефільм                                 |
| 1995       | Моє собаче життя // My Life as a Dog                                                     | Руперт Смедлі / Смеллі               | 3 серії                                   |
| 1995       | Jake and the Kid                                                                         | прорфесор Клаудіус Вайнсінгер        | серія: «Liar Hunter»                      |
| 1996       | The Prisoner of Zenda, Inc.                                                              | професор Вулі                        | телефільм                                 |
| 1996       | На північ від 60 // North of 60                                                          | пілот Дуг                            | серія: «Fear of Flying»                   |
| 1996, 1998 | Полтергейст: Спадщина // Poltergeist: The Legacy                                         | Пітер Томанскі / Сем Макалістер      | 2 серії                                   |
| 1997       | Dead Man's Gun                                                                           | мер Вільям Добсон / Dobbs            | 2 серії                                   |
| 1997       | Вартовий // The Sentinel                                                                 | власник магазину                     | серія: «Pennies from Heaven»              |
| 1997       | Екстремальні динозаври // Extreme Dinosaurs                                              | додаткові голоси                     | серія: «Out of Time»                      |
| 1997       | Вантажівки // Trucks                                                                     | Джек                                 | телефільм                                 |
| 1997, 1998 | Пригоди Ширлі Голмс // The Adventures of Shirley Holmes                                  | Френк Паттерсон                      | 2 серії                                   |
| 1998       | Пригоди кишенькового дракона // Pocket Dragon Adventures                                 | різні голоси                         | 104 серії                                 |
| 1998–1999  | RoboCop: Alpha Commando                                                                  | озвучка                              | 40 серій                                  |
| 1998, 2001 | Зоряна брама: SG-1 // Stargate SG-1                                                      | Гарлан                               | 2 серії                                   |
| 1998, 2001 | За межею можливого // The Outer Limits                                                   | доктор Джордж Бейдер / Бернард Катц  | 2 серії                                   |
| 1998–2001  | Холодний загін // Cold Squad                                                             | Сем Фішер                            | 52 серії                                  |
| 1999       | Міленіум // Millennium                                                                   | Селвін Вассеннар                     | серія: «Antipas»                          |
| 1999       | Гадюка // Viper                                                                          | доктор Норвуд                        | 2 серії                                   |
| 1999       | Сабріна: Мультсеріал // Sabrina: The Animated Series                                     | дядько Квіглі                        | 65 серій                                  |
| 2000       | 2gether: The Series                                                                      | Біллі Фуллертон                      | телефільм                                 |
| 2000       | Сім днів // Seven Days                                                                   | отець Карло                          | серія: «Pope Parker»                      |
| 2000       | My Mother, the Spy                                                                       | Джордж Трамбелл                      | телефільм                                 |
| 2000       | Generation O!                                                                            | полковник Боб                        | 2 серії                                   |
| 2000       | So Weird                                                                                 | містер Кокс                          | серія: «Detention»                        |
| 2000       | Ед // Ed                                                                                 | правник Сем                          | серія: «Pilot»                            |
| 2000       | Перша хвиля // First Wave                                                                | Speidel                              | серія: «Unearthed»                        |
| 2000       | Murder at the Cannes Film Festival                                                       | Мітч Бореллі                         | телефільм                                 |
| 2000–2002  | What About Mimi?                                                                         | голос                                | 39 серій                                  |
| 2001       | Подорож «Єдинорога» // Voyage of the Unicorn                                             | Mage                                 | 2 серії                                   |
| 2001       | The Wedding Dress                                                                        | Арт Паннер                           | телефільм                                 |
| 2001       | Розслідування да Вінчі // Da Vinci's Inquest                                             | містер Дюпонт                        | серія: «Be a Cruel Twist»                 |
| 2001       | Таємничі шляхи // Mysterious Ways                                                        | містер Біллінгтон                    | серія: «The Last Dance»                   |
| 2001–2003  | Качки в місті // Sitting Ducks                                                           | Waddle                               | 26 серії                                  |
| 2001–2005  | Близнюки Крамп // The Cramp Twins                                                        | містер Претті / Гаррі                | 11 серій                                  |
| 2002       | UC: Undercover                                                                           | Бен Поптач                           | серія: «Teddy C»                          |
| 2002       | My Guide to Becoming a Rock Star                                                         | босс Сари                            | серія: «Pay to Play»                      |
| 2002       | Жити з мертвими // Living with the Dead                                                  | психіатр                             | телефільм                                 |
| 2002       | Пасадена // Pasadena                                                                     | доктор Аллен                         | серія: «Run Lily Run»                     |
| 2002       | Сабріна: Подруги назавжди // Sabrina: Friends Forever                                    | дядько Юстас                         | телефільм                                 |
| 2002       | Святий грішник // Saint Sinner                                                           | аббат                                | телефільм                                 |
| 2002       | Викрадені // Taken                                                                       | доктор Шиллінг                       | серія: «Acid Tests»                       |
| 2002       | Society's Child                                                                          | доктор Стоун                         | телефільм                                 |
| 2003       | Незнайомець поруч зі мною // The Stranger Beside Me                                      | суддя Коварт                         | телефільм                                 |
| 2003       | Хі-Мен і Володарі Всесвіту // He-Man and the Masters of the Universe                     | Вормус                               | серія: «Separation»                       |
| 2003       | Мертві, як я // Dead Like Me                                                             | доктор Леві                          | серія: «Rest in Peace»                    |
| 2003       | Гаджет і Гаджетіни // Gadget & the Gadgetinis                                            | Gardener                             | 51 серія                                  |
| 2004       | Легенда про Бутча та Санденса // The Legend of Butch & Sundance                          | Railroad Company Executive           | телефільм                                 |
| 2005       | Західне крило // The West Wing                                                           | Маккей Ловелл                        | серія: «Freedonia»                        |
| 2005       | Майстри жахів // Masters of Horror                                                       | містер Домбровскі                    | серія: «Dreams in the Witch-House»        |
| 2005       | Інстинкт вбивці // Killer Instinct                                                       | Адам Бентон                          | серія: «Shake, Rattle, and Roll»          |
| 2005       | Зоряна брама: Атлантида // Stargate Atlantis                                             | лорд-проотектор                      | серія: «The Tower»                        |
| 2006       | Presumed Dead                                                                            | професор Данніган                    | телефільм                                 |
| 2006       | Дівчина, схожа на мене: історія Гвен Араухо // A Girl Like Me: The Gwen Araujo Story     | Defense Attorney                     | телефільм                                 |
| 2006       | Вістлер // Whistler                                                                      | Даррен Фурлонг                       | 2 серії                                   |
| 2006       | Trophy Wife                                                                              | Гаррі                                | телефільм                                 |
| 2006       | Last Chance Cafe                                                                         | агент Бейкер                         | телефільм                                 |
| 2006       | Christmas on Chestnut Street                                                             | Санта                                | телефільм                                 |
| 2006, 2010 | Надприродне // Supernatural                                                              | доктор Кормен / Librarian            | 2 серії                                   |
| 2007       | Falcon Beach                                                                             | Лестер Шелбі                         | серія: «The Spins»                        |
| 2007       | My Baby Is Missing                                                                       | Долан Северс                         | телефільм                                 |
| 2007       | Кровні узи // Blood Ties                                                                 | Кобб                                 | серія: «Gifted»                           |
| 2008       | Ясновидець // Psych                                                                      | режисер                              | серія: «Lights, Camera… Homicidio»        |
| 2008       | Жнець // Reaper                                                                          | Demon Speaker                        | серія: «Rebellion»                        |
| 2009       | Полярний шторм // Polar Storm                                                            | містер Елман                         | телефільм                                 |
| 2009       | Острів Гарпера // Harper's Island                                                        | доктор Кемпбелл                      | 3 серії                                   |
| 2009       | Еврика // Eureka                                                                         | капітан Юрій Грегор                  | серія: «Have an Ice Day»                  |
| 2010       | Вежа пізнання // Tower Prep                                                              | Science                              | серія: «New Kid»                          |
| 2011       | Убивство // The Killing                                                                  | суддя Рассел Елліот                  | серія: «Undertow»                         |
| 2011       | To the Mat                                                                               | Талбот                               | телефільм                                 |
| 2011       | The Pastor's Wife                                                                        | Gene Castle                          | телефільм                                 |
| 2011       | Seattle Superstorm                                                                       | Дмитрій Кандінський                  | телефільм                                 |
| 2011, 2012 | Mr. Young                                                                                | Санта                                | 2 серії                                   |
| 2012       | A Dog Named Duke                                                                         | доктор Джеймсон                      | телефільм                                 |
| 2012       | A Mother's Nightmare                                                                     | Дональд Моджан                       | телефільм                                 |
| 2012       | Love at the Thanksgiving Day Parade                                                      | швейцар                              | телефільм                                 |
| 2012       | Level Up                                                                                 | Чаклун                               | серія: «Intelligence Potion #9»           |
| 2013       | Кедрова бухта // Cedar Cove                                                              | мер Луї Генсон                       | 2 серії                                   |
| 2013       | Jinxed                                                                                   | дідусь                               | телефільм                                 |
| 2013       | Hats Off to Christmas!                                                                   | Майкл Баверс                         | телефільм                                 |
| 2014       | Найгірше Різдво Сердитого Кота // Grumpy Cat's Worst Christmas Ever                      | Роджер                               | телефільм                                 |
| 2014       | A Christmas Tail                                                                         | містер Гарві                         | телефільм                                 |
| 2014       | My Little Pony: Дружба — це диво // My Little Pony: Friendship Is Magic                  | різні ролі                           | 3 серії                                   |
| 2015       | I Do, I Do, I Do                                                                         | Філліп Лоренцо                       | телефільм                                 |
| 2015       | Шепіт // The Whispers                                                                    | раббі Езра                           | серія: «Broken Child»                     |
| 2015       | Once Upon a Holiday                                                                      | Гаррі Баллантин                      | телефільм                                 |
| 2015–2019  | Garage Sale Mystery                                                                      | коронер Трамілл                      | 13 серій                                  |
| 2016       | Unser Traum von Kanada                                                                   | Філ                                  | серія: «Alles auf Anfang»                 |
| 2016       | Dying to Be Loved                                                                        | Ел Дженнінгс                         | телефільм                                 |
| 2016       | Мотель Бейтсів // Bates Motel                                                            | Джастін Вілкок                       | серія: «Norman»                           |
| 2016       | Beat Bugs                                                                                | Octopus                              | 2 серії                                   |
| 2016       | Холістичне детективне агентство Дірка Джентлі // Dirk Gently's Holistic Detective Agency | Джон Доллоу                          | серія: «Rogue Wall Enthusiasts»           |
| 2017       | Екзорцист // The Exorcist                                                                | Tribunal President                   | серія: «Safe as Houses»                   |
| 2017       | Christmas Homecoming                                                                     | Том                                  | телефільм                                 |
| 2017       | Finding Santa                                                                            | Том Вайт                             | телефільм                                 |
| 2018       | Принц драконів // The Dragon Prince                                                      | доктор                               | серія: «The Dagger and The Wolf»          |
| 2019       | Unspeakable                                                                              | доктор Джон Фуреж                    | 3 серії                                   |
| 2020       | Good Morning Christmas!                                                                  | Стен Роман                           | телефільм                                 |
| 2020       | Five Star Christmas                                                                      | Волтер Ралстон                       | телефільм                                 |
| 2021       | Провулок Світлячків // Firefly Lane                                                      | Торколетті                           | серія: «Dancing Queens»                   |